# Scorbé-Clairvaux
Scorbé-Clairvaux ist eine französische Gemeinde mit 2177 Einwohnern (Stand: 1. Januar 2022) im Département Vienne in der Region Nouvelle-Aquitaine; sie gehört zum Arrondissement Châtellerault und zum Kanton Châtellerault-1 (bis 2015: Kanton Lencloître).
Die Gemeinde besteht aus den beiden Ortschaften Scorbé und Clairvaux.

## Geographie
Scorbé-Clairvaux liegt etwa 26 Kilometer nordnordöstlich von Poitiers und etwa neun Kilometer westlich von Châtellerault im südlichen Anjou. Umgeben wird Scorbé-Clairvaux von den Nachbargemeinden Thuré im Norden und Osten, Colombiers im Süden und Südosten, Marigny-Brizay im Süden, Ouzilly im Südwesten sowie Saint-Genest-d’Ambière im Westen.
Durch die Gemeinde verläuft die frühere Route nationale 725 (heutige D725).

## Geschichte
Scorbé ist seit dem 1. nachchristlichen Jahrhundert als Siedlung bekannt. Clairvaux (auch als Clervaux bezeichnet) ist ähnlich alt, aber erstmals seit dem 11. Jahrhundert erwähnt. Die zahlreichen Herrschaftsbauten zeugen von der strategischen Bedeutung der Orte.

## Bevölkerungsentwicklung
| Jahr      | 1962 | 1968 | 1975 | 1982 | 1990 | 1999 | 2006 | 2012 |
| Einwohner | 1397 | 1315 | 1427 | 1919 | 2110 | 2123 | 2348 | 2327 |

## Sehenswürdigkeiten
Siehe auch: Liste der Monuments historiques in Scorbé-Clairvaux
- Kirche Saint-Hilaire, zwischen dem 12. und 15. Jahrhundert, Monument historique seit 1994
- Priorei, Monument historique seit 1929
- Schloss Clairvaux aus dem 15. Jahrhundert, Umbauten aus dem 16. und 17. Jahrhundert, seit 1928 Monument historique
- Burg Le Haut-Clairvaux mit Turm, Anfang des 10. Jahrhunderts erbaut, im 12. Jahrhundert letzte Ausbauten, Monument historique seit 1926, mit der Kapelle Notre-Dame-des-Vergers, Ende des 14. Jahrhunderts erbaut
- Schloss Les Robinières, 1524 erbaut, seit 1984 Monument historique
- Zwei Waschhäuser
- Kornhallen aus dem 18. Jahrhundert